# 多布里亞欽
50°25′1″N 24°14′30″E / 50.41694°N 24.24167°E
多布里亞欽（烏克蘭語：Добрячин），是烏克蘭西部的村莊，隸屬利維夫州的舍普季茨基區。該村處於西布格河畔，面積2.49平方公里，海拔高度190米，2022年人口815。